# Sárgászöld virágszöcske
A sárgászöld virágszöcske (Leptophyes boscii) a fürgeszöcskék családjába tartozó, Közép-Európában honos szöcskefaj.

## Megjelenése
A sárgászöld virágszöcske testhossza a hím esetében 13-18 mm, a nőstény 16-20 mm, ehhez járul még a 7-8 mm-es tojócső. Alapszíne világoszöld, apró sötét pontokkal. A szemtől egy fekete felső peremű világos csík indul hátrafelé, amely (sötét vonal nélkül) folytatódik a torpajzs oldalsó szegélyein, sőt szélesen és sárgásfehéren többnyire a potroh teljes hosszában (hímeknél a potrohsáv alul feketével lehet szegélyezve). A torpajzs viszonylag hosszú, a hímek esetében hátsó pereme kissé felemelkedő és barnás színű. Csápjai sötéten-világosan gyűrűzöttek, különösen a tövüknél. Szárnya csökevényes, pikkelyszerű; a hímeknél kétoldalt két-két sarlószerű fekete folt látható rajta. A nőstény szárnyából csak fekete pereme látszik ki a torpajzs alól. Mindkét nem cercusai (potrohfüggelékei) egyenesek és világosrózsaszínesek, a hímé a végén hirtelen felkanyarodik. A nőstény tojócsöve sarlószerűen fölfelé ível, szélei sötétek és kissé fűrészesek, vége hegyes.  
Éneke halk és rövid cirpelések sorozata, melyek 5-12 másodpercenként követik egymást. 

### Hasonló fajok
A közönséges virágszöcskével lehet összetéveszteni.

## Elterjedése
Közép-, Dél-Európában honos, leginkább Északkelet-Olaszországtól Kelet-Ausztrián és Nyugat-Magyarországon át, lefelé a Nyugat-Balkánon Montenegróig. Szigetszerű populációi ismertek a Francia-és Olasz-Alpokban, Firenze mellett, Csehországban és Görögországban is. Magyarországon ritka, inkább a Dunántúlra jellemző (pl. Alpokalja, Dunazug-hegység, Bakony), de megtalálható az Északi-középhegységben (pl. Mátra) is.

## Életmódja
Magas növényzetű nedves és félszáraz gyepek, alacsony bokrosok, erdőszélek, tisztások, patakpartok lakója. Többnyire a bokrokon, cserjéken, kórókon mozog. 
Kifejlett példányaival június végétől október elejéig lehet találkozni (július közepétől szeptember közepéig a leggyakoribb. Áttelelő petéiből tavasszal kelnek ki a lárvák. 
Magyarországon nem védett.